# Śmiały
Śmiały ("Смелый", также P.P. Nr 2, P.P. Nr 53) – бронепоезд Войска польского II Польской республики, бывший австро-венгерский Panzerzug Nr. V. В 1939 захвачен Красной Армией, после нападения на СССР — Вермахтом, уничтожен в июне 1944 года.

## История

### Первая мировая война и послевоенный период
В октябре 1914 года командование австро-венгерской армии заказало Будапештскому паровозостроительному заводу «MAVAG» 8 бронепоездов: Panzerzug № 1 — Panzerzug № 8. В 1914—1915 годах они широко применялись на железных дорогах Галиции при обороне Карпат в период русского наступления. Позже, не менее успешно, действовали они и на итальянском фронте в сражениях близ реки Соча.
Два из них (Panzerzug №№ III и V) 1 ноября 1918 года были захвачены польским отрядом под Краковом на станции Прокоцим. Переименованные в „Piłsudczyk” (P.P. nr 1) и „Śmiały” (P.P. nr 2), соответственно, они вскоре приняли участие в боях за Львов. Первым командиром поезда и вновь укомплектованного экипажа „Śmiały” стал поручик артиллерии Ежи Леваковский. Формально, эти трофеи стали первыми бронепоездами серийной постройки в рядах Войска Польского (если не считать импровизированный БП "Związek Broni", воевавший до восстановления независимости, в период с 10 февраля по 10 мая 1918 года). В состав "Смелого" входили два головных артиллерийских вагона, два пехотных вагона и один штурмовой вагон.
Поезд принимал участие в польско-украинском конфликте 1918 г., сражаясь под Перемышлем, Нижанковичами, Милятиным и Каменнобродом. 26 ноября 1918 года он вернулся во Львов.
11 декабря бронепоезду была придана в качестве штурмовой роты 1-я полевая рота Краковского академического батальона. Её командиром был поручик Радецкий, а командирами взводов — подпоручики: Стефан Бучма  (†30 XII 1918), Зигмунт Блумски и Стахович. Рота насчитывала 110 человек и имела 2 пулемёта.

### Советско-польская война
12 апреля 1919 г. поезд отправился из Варшавы на Литовско-Белорусский фронт. 25 июля его тогдашний командир поручик Малаговский погиб в пешей стычке с отрядом большевиков (который, по словам свидетелей, состоял из китайцев). При отступлении польских войск с Украины и Белоруссии, летом 1920 г., за восемь недель боев было потеряно 12 из 22 принадлежащих Польше на тот момент бронепоездов. Из-за интенсивного применения артиллерии, все орудия «Śmiały» были повреждены, поезд отвели в тыл для ремонта. Вернулся он на фронт в сентябре, и до конца войны участвовал в боевых действиях на территории нынешней Белоруссии.

### Межвоенный период
После окончания советско-польской войны бронепоезда прошли модернизацию и были частично унифицированы, в частности, с 1927 года во всех польских БП использовался бронелокомотив Ti3 (бывший прусский G54). Был определён стандартный состав бронепоезда: паровоз, две бронеплощадки, штурмовой вагон и две контрольные платформы. Вооружение составляли 100-мм гаубицы wz. 14/19A и 75-мм пушки образца 02/26, созданные на основе русских «трёхдюймовок» (по одному орудию каждого типа в артиллерийских вагонах), а также 7,92-мм станковые пулемёты ckm Maxim wz. 08; всего 4 орудия и 19 пулемётов.
С 1928 года "Śmiały" числился в составе 2-го дивизиона бронепоездов в Кракове-Неполомице.
В 1930-е годы в состав БП, для повышения их боевых возможностей, стали включать бронедрезины, созданные на базе устаревших танков французского производства FТ17 и польских танкеток ТК.

### Сентябрьская кампания Второй мировой войны
Мобилизован 27 августа 1939 г. и приписан к Волынской кавалерийской бригаде при Армии «Лодзь». до войны патрулировал железнодорожную линию Бжезница-над-Вартой – Семковице – Дзялошин – Клобуцк.
В ночь с 31 августа на 1 сентября поезд отправился в Семковице, куда прибыл около 5 часов утра. Далее пребывал в Рудниках. В 9 часов, получив приказ патрулировать линию Клобуцк – Медзьно, отбыл в Медзьно. Во время сражения под Мокрой, находясь близ пересечения железнодорожных путей с дорогой Мокра – Медзьно, поддерживал 4-й эскадрон 21-го уланского полка, помогая отразить атаку немецкой 4-й танковой дивизии. Затем поезд удалился в Дзялошин и начал патрулирование пути Дзялошин – Медзьно; там он отразил вторую атаку немецких танков, уничтожив несколько из них. Около дороги Рембелице – Избиска поезд наткнулся на готовую к атаке немецкую колонну 1-го батальона 12-го мотопехотного полка; нанёс ему значительные потери, но после нескольких попаданий (повреждение башни 75-мм орудия, пожар на платформе с боеприпасами) вынужден был отступить к Медзьно а затем к Дзялошину; отошли и немецкие войска. 2 сентября эшелон прикрывал левое крыло бригады; в районе Чарны-Ляс и Воли-Кеджиньской были обстреляны части 1-й танковой дивизии,  состав отступил (в Ласк), когда немцы стянули на участке его действия дивизион артиллерии с тремя батареями 105-мм гаубиц.. 3 сентября поезд отправился в Лодзь, затем на станцию Колюшки; там вместе с бронепоездом № 55 «Бартош Гловацкий» он ждал приказа до 5 сентября. В тот день на станции при авианалёте был уничтожен хозяйственный склад бронепоезда.
Вечером 5 сентября на этом участке фронта отступили польские части; утром 6 сентября бронепоезда №№ 53 и 55 также прошли из Колюшек в Скерневице. Повреждение пути помешало проведению разведки на линии Скерневице–Лович. 8 сентября поезда патрулировали участок Скерневице – Жирардув, а затем прошли через Варшаву в Миньск-Мазовецки. Там получили приказ идти в Седльце, куда поезда прибыли 10 сентября. Из-за угрозы городу в ночь с 10 на 11 сентября поезда отправились в Лукув, а 12 сентября отступили в Мендзыжец-Подляски; в пути поступил приказ идти в Брест-над-Бугом, куда они прибыли 14 сентября. В этот же день к городу подошёл немецкий XIX армейский корпус. Под Жабинками „Śmiały” поддержал пехоту, отбросив танки 10-я танковой дивизии. Во второй половине дня немцы захватили брестский вокзал, и поезда получили приказ отойти в Ковель, куда прибыли 15 сентября. 16 сентября поезда отправили обратно в Луцк..
17 сентября, получив известия о вступлении в Польшу частей Красной Армии, командиры бронепоездов решили прорываться во Львов, куда они через Луцк – Сенкевичевку – Стоянов вышли 18 сентября. „Śmiały” действовал в районе Лычаковского вокзала, позже поддерживали атаку пехоты на Сихов и Пироговку. 19 сентября он обстреливал Збоища, совершал налёты на Каменку-Струмилову, вечером возвращаясь на станцию Подзамче, а ночью обратно на Лычаковский вокзал.

### В СССР
22 сентября брошенный экипажем поезд был захвачен советскими войсками. Вместе с другими трофейными бронепоездами („Głowacki" и „Marszałek") после ремонта он был включён в состав 75-го полка 10-й дивизии НКВД под названием БП № 77, его командиром был назначен старший лейтенант Мешков. Дислоцировался в районе Равы-Русской.
После нападения Германии на СССР, бронепоезд прикрывал отход советских войск из Львовского выступа через реку Стрый в районе одноимённого города. 5 июля 1941 года на станции Копычинцы его частично взорвали чтобы не допустить попадания в руки неприятеля.

### В рядах Вермахта
Немцы объединили 2 трофейных бронепоезда (бывший БП № 75, ставший "Kampfzug A" и БП № 77, ранее „Pierwszy Marszalek”, затем "Kampfzug В") получившийся состав был назван Panzerzug 10. Принимал участие в боях на Восточном фронте, В 1942 году на Украине охранял железнодорожные пути от нападений партизан.
После окружения 6–й немецкой армии под Сталинградом, зимой 1942-43г.г. прикрывал отход немецких войск. В 1943 году обеспечивал охрану ветки Сарны-Ковель, где 13.07.43 подорвался на партизанской мине.
31 июля 1943 года Panzerzug 10 был разделен на два отдельных поезда: Kampfzug A сохранил прежнее общее наименование Panzerzug 10, а Kampfzug B стал называться Panzerzug 11. Далее БП охранял железные дороги в районах Тернополя и Львова. Летом следующего года бронепоезда были модернизированы и, вместе с другими немецкими войсками, отошли на территорию Польши.
До конца года в районе Тернополя и Львова для охраны железных дорог от партизан действовал только Panzerzug № 10. В начале января 1944 года бронепоезд был отведен на Ковель, где он два месяца сдерживал советские атаки близ Трояновки, Белина и в окрестностях Поворска. После ожесточённого сражения 21 марта уцелели лишь два вагона из его состава. Во время контратаки немецкие войска прорвали окружение Ковеля и эвакуировали эти вагоны на ремонтную базу в Рембертуве.
10 июня 1944 г. официальным приказом OKH бронепоезд Pz Zug 10 был вычеркнут из списков немецких боевых частей, судьба его двух последних артиллерийских вагонов осталась неизвестной.

## Памятный знак
В начале 1920-х годов были утверждены несколько памятных знаков для членов экипажей польских бронепоездов. Подобный знак полагался и для экипажа "Смелого".
Знак круглый, ажурный, диаметром 46 мм, изготовленный штамповкой (пластина толщиной 1 мм из жёлтого металла, посеребренная и оксидированная, несколько выпуклая), представляет собой кольцо, в верхней части которого по дуге идёт рельефная надпись: PANCERNY ŚMIAŁY, в нижней части — стилизованные лавровые ветви, перевязанные лентой. В центре силуэт боевой машины на рельсах. Крепление винтовое, обычно поверх красной (чаще шёлковой) ткани..

## Командиры
- поручик артиллерии Ежи Леваковский (с 4 по 13 ноября 1918 года )
- капитан Людвик Хицкевич (14 – 20 XI 1918, тяжело ранен)
- поручик Станислав Малаговский (21 XI 1918 – †25 VII 1919)
- подпоручик Станислав Бега (с 25 VII 1919)
- капитан Здислав Оржеховский (1919—1920)[22]
- капитан Мечислав Малиновский (1939)[4]
- старший лейтенант Мешков (сентябрь 1939 — июль 1941 гг.)
- капитан Эрнст Нейман (1941 — март 1942 года)
- капитан Пауль Бергер (с марта по 30 мая 1942 года)
- капитан Арно Дресслер (30 мая 1942 — 10 июня 1944 года)

## Состав бронепоезда
- Бронепаровоз Ti3 № 9 с тендером 12C1 № 482 (с башенкой типа Ursus),
- десантный вагон № 627950 "варшавского" типа, оснащённый радиостанцией RKDP/P,
- 2 артиллерийских вагона польского производства тип III №№ 699020 и 699021, каждый вооружён одной 75-мм пушкой wz. 02/26 и одной 100-мм гаубицей wz. 14/19A,
- 2 платформы Pdks (в голове и хвосте поезда),
- взвод дрезин (2 штуки), включающий 2 танка Renault FT и 5 танкеток TK-3.